# Cody Travers
Cody Travers (コーディー・トラバース, Kōdī Torabāsu) es un personaje del videojuego Final Fight. Posteriormente aparece como personaje elegible en Street Fighter Alpha 3, Street Fighter IV, Street Fighter V y en Final Fight Revenge.

## Concepto y diseño
Cody apareció por primera vez como uno de los tres personaje elegibles en el videojuego beat'em up Final Fight de 1989. En este juego viste una playera blanca, pantalones de mezclilla azul, zapatillas deportivas y lleva vendaje para boxeo en las manos. 
Es un joven de Metro City que, por avatares del destino, también es novio de Jessica, la hija del alcalde Mike Haggar. Cuando Jessica fue capturada por la banda criminal Mad Gear para extorsionar a Haggar para que les dejara actuar libremente, Cody se ofreció a ayudar al alcalde y a su amigo Guy para rescatarla.
Finalmente derrotaron a Horace Belger, el líder de la organización Mad Gear, y esto convirtió a Cody en un héroe. Pero obsesionado con las luchas callejeras, Cody siguió luchando sin descanso hasta que al final es detenido y encarcelado. Su amigo Guy trataba de quitarle este hábito, pero no tuvo éxito y Cody sigue empeñado en confiar en la justicia de sus puños.
Tiene un hermano pequeño llamado Kyle, al cual, una vez fuera de la cárcel, entrena para participar en luchas clandestinas ilegales. Más tarde, Kyle tendría que salvar a su hermano Cody de todo tipo de crímenes de lesa humanidad.

## Apariciones

### Super Street Fighter IV
La historia de Cody Travers continúa en Super Street Fighter IV en el modo de juego Arcade. Cody decide escapar de prisión para participar en el torneo de lucha organizado por la compañía S.I.N. En el transcurso se topa con Guy, y le pide ayuda para acabar con Seth, pero él se niega así que comienzan a luchar. Al final Guy intenta hacer entrar en razón a Cody, pero el lo ignora, Guy le pregunta si volverá, y Cody le contesta que sí, pero a su celda de prisión. Al comienzo muestran una foto donde están Cody y Guy juntos con el alcalde Mike Haggar. 
Cada vez que Cody es elegido, aparece un cuchillo en el escenario, utilizable solo por él.

### Cameos
Se pueden ver cameos de Cody y Jessica en un escenario de Marvel Super Heroes vs. Street Fighter y en el escenario de Guy en Street Fighter Alpha 2.

## Recepción
Cody ha sido recibido generalmente de manera positiva. En una encuesta de 2017 realizada por Capcom entre 150 000 jugadores de todo el mundo, fue votado el quinto personaje más popular de Street Fighter. UGO lo situó en el lugar 45 en su lista de personajes favoritos de Street Fighter.
Ha aparecido en listas de personajes deseados para aparecer en distintos videojuegos. Fue el personaje número dieciséis en una encuesta realizada por Namco de personajes más deseados para aparecer en Tekken X Street Fighter, uno de los siete personajes que IGN más deseaba ver en Street Fighter IV y WhatCulture lo incluyó en su lista de diez personajes más deseados para Ultimate Marvel vs. Capcom 3.
La personalidad y apariencia de Cody también ha sido bien recibida. Complex lo colocó en la posición 38 de personajes de juegos de lucha más dominantes, mencionando lo memorable de que luche con esposas puestas.